# ORF-Landesstudio

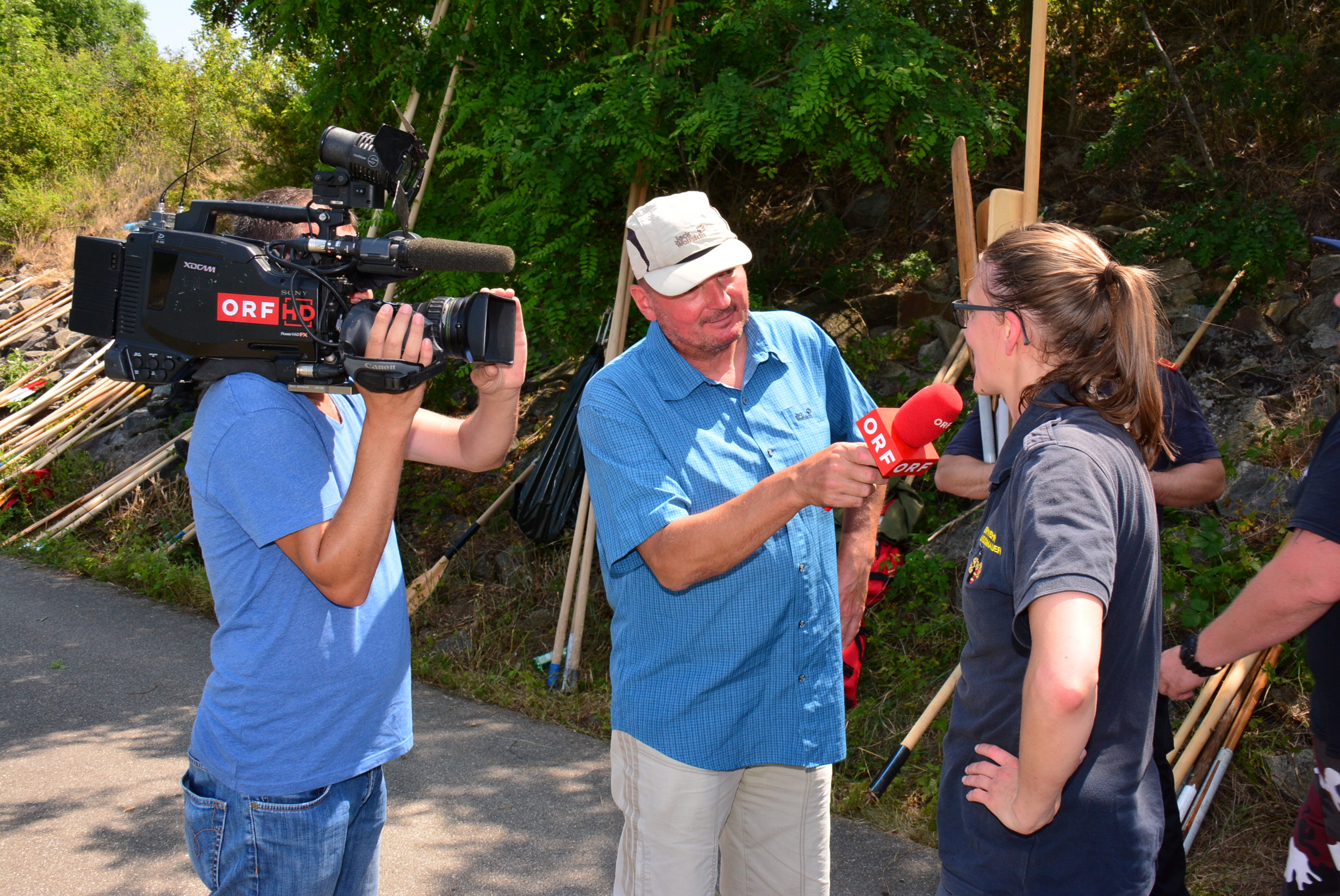
Team des Landesstudios Oberösterreich bei der Arbeit, 2017

Die ORF-Landesstudios sind Außenstellen des ORF in den einzelnen Bundesländern. Sie entstanden 1954 infolge des Übergangs der Sendergruppen Alpenland (Jänner 1954), Rot-Weiß-Rot (März 1954) und West (Dezember 1954) an den Österreichischen Rundfunk (Öffentliche Verwaltung für das österreichische Rundspruchwesen) und wurden 1967 durch das neue Rundfunkgesetz rechtlich institutionalisiert. Seit 1975 besteht auch ein Landesstudio in Bozen für die deutschsprachige Südtiroler Bevölkerung.
Im Hörfunkbereich werden aus den Landesstudios die Sendungen des jeweiligen Ö2-Senders produziert und gesendet. Das Landesstudio Kärnten produziert zusätzlich noch Sendungen auf Radio Agora. Für das Fernsehen werden täglich um 19:00 Uhr die Sendungen Bundesland heute als Nachrichtensendungen über ORF 2 regional gesendet. Sonntags wird um 18:30 Uhr jeweils von einem Landesstudio in der Sendung Österreich Bild Spezifisches des jeweiligen Bundeslandes bundesweit ausgestrahlt. Ähnliche Themen mit etwas mehr Heimatbezug werden in der ebenfalls von den Landesstudios produzierten Sendung Erlebnis Österreich samstags um 17:05 Uhr behandelt. Im Internet wird von jedem Landesstudio eine lokale Ausgabe von ORF.at gestaltet.
Die Landesstudios spielen auch in den überregionalen Nachrichten- und Magazinsendungen eine Rolle. Für die Zeit im Bild werden Beiträge aus dem jeweiligen Bundesland meist komplett (also fertig geschnitten) vom Landesstudio an das ORF-Zentrum Küniglberg in Wien XIII geliefert. Bei den Magazinsendungen wie Thema oder Der Report reist üblicherweise aber ein Gestalter oder Redakteur aus Wien in die Bundesländer und vom Landesstudio wird nur das Kamerateam und teilweise der Schnittplatz mit Editor gestellt.
Der Sitz der Landesstudios ist jeweils in den Landeshauptstädten, mit Ausnahme des Landesstudios Vorarlberg, das in der größten Stadt des Landes, in Dornbirn, beheimatet ist. Auch in Wien gibt es ein von der Zentrale am Küniglberg unabhängiges Studio, das im Funkhaus Wien in der Argentinierstraße untergebracht ist. Jedes Landesstudio hat einen Landesdirektor an der Spitze.

## Architektur
Alle Landesstudios (mit Ausnahme von Wien) wurden baulich von Architekt Gustav Peichl geplant, so dass eine Einheitlichkeit in allen Bundesländern festzustellen ist. Peichl ging vom Grundsatz des technischen Zweckbaus aus, der eine gewisse technische Ästhetik ausstrahlen und seine Funktion durch keinerlei bauliche Behübschung kaschieren soll. Architektonisch erinnern die Landesstudios an das 1963 in Paris eröffnete und von Henry Bernard entworfene Maison de Radio France, das ebenfalls eine spiralförmige Grundstruktur aufweist und die Zweckmäßigkeit in den Mittelpunkt rückt. Die Aufnahmestudios, Regieräume, Redaktions- und Archivräume gruppieren sich halbkreisförmig um eine zentrale Halle, weshalb der Spitzname „Peichl-Torte“ entstand. In einem weiteren Trakt sind die Räume der Intendanz sowie die Garagen für den Fuhrpark untergebracht. Weiters verfügt jedes Landesstudio über ein Publikumsstudio samt Podium sowie über eine Dachterrasse.

## Landesstudios

### Burgenland

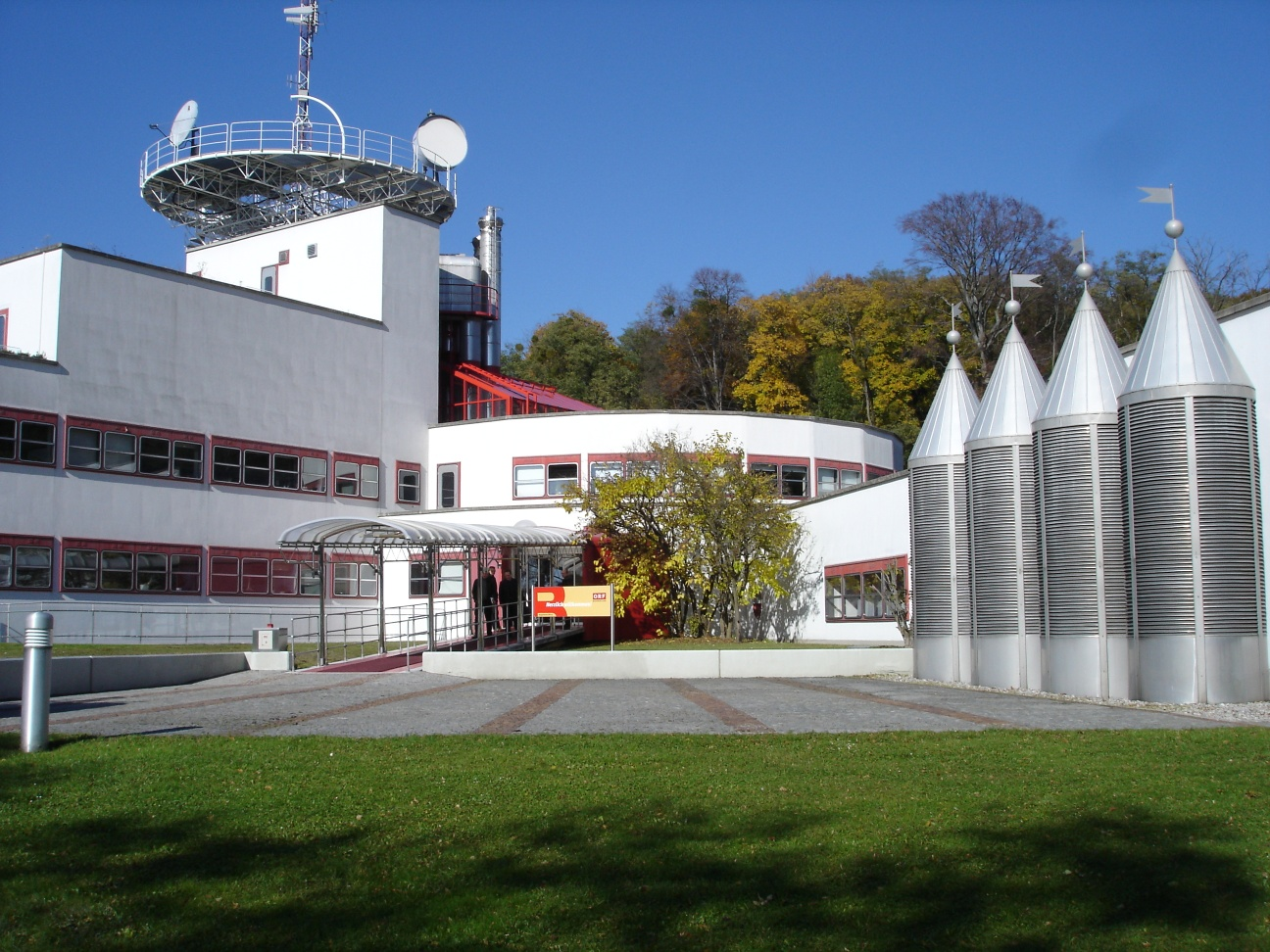
Landesstudio Burgenland (Eisenstadt)

Das Landesstudio für das Burgenland befindet sich am Buchgraben 51 in Eisenstadt.

#### Landesintendanten und -direktoren
- 1967 (Eröffnung)–1970: Egon Laßmann
- ?–1970: Bertl Petrei, Volksgruppenbeauftragter, provisorisch
- 1970–1974: Ernst Willner, er ging zum ORF Kärnten
- 1974–1982: Karl Hofer
- 1982–1986: Hellmut Andics
- 1986–1990: Karl Hofer
- 1990–1998: Ulrich Brunner
- 1998–2016: Karlheinz Papst
- seit 2017: Werner Herics[4]

### Kärnten

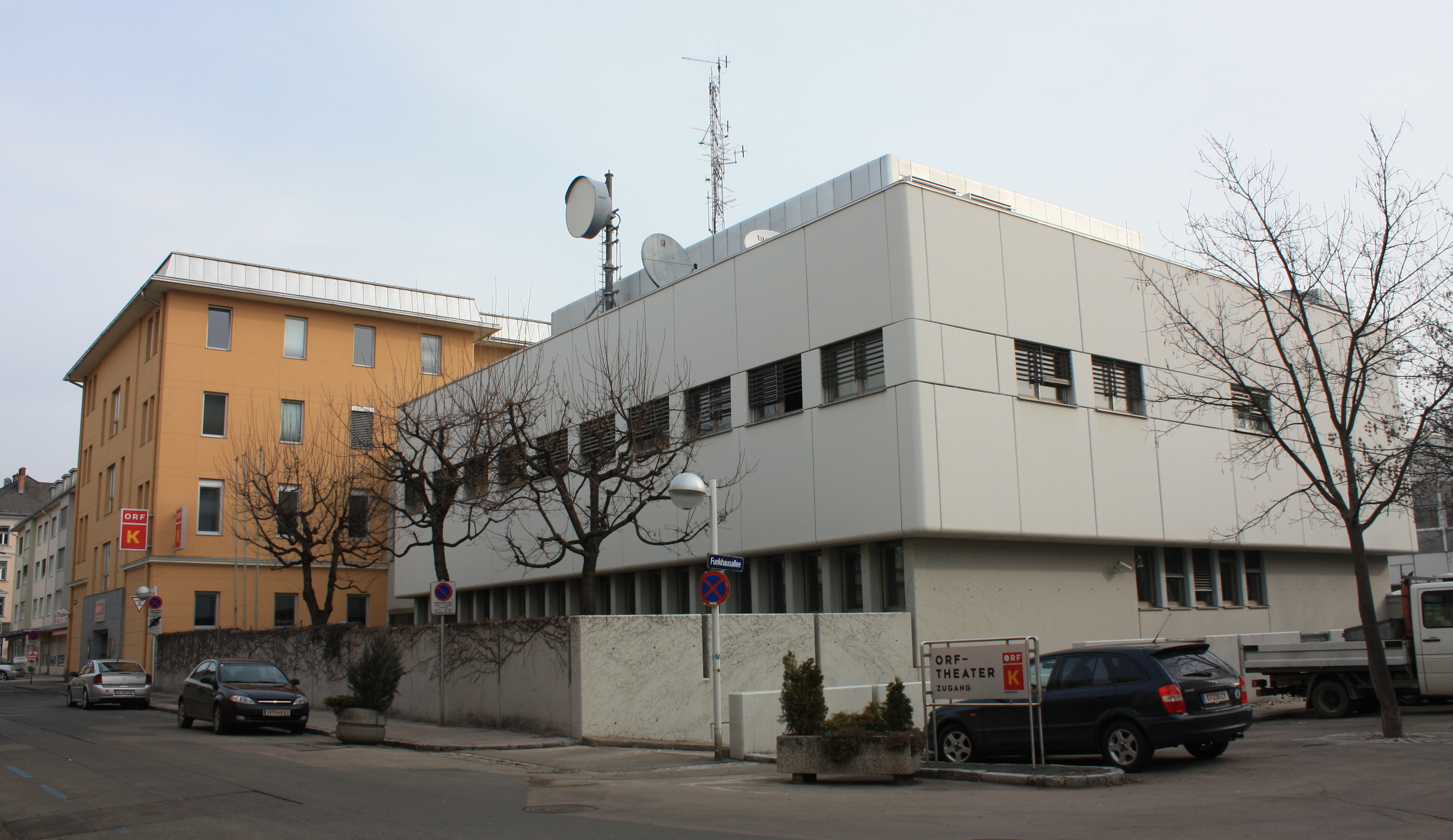
Landesstudio Kärnten (Klagenfurt)

Das Landesstudio für Kärnten befindet sich in der Sponheimerstraße in Klagenfurt. Es produziert außer Radio Kärnten mit seiner slowenischsprachigen Redaktion auch Sendungen für Radio Agora. Zu den bundesweit ausgestrahlten Fernsehproduktionen des Landesstudios Kärnten zählen alljährlich das Kabarett Narrisch guat (jeweils zwei Sendungen zur Faschingszeit sowie im Sommer), die Kinderfaschingssendung Mini-Lei-Lei und die zwei Wenn die Musi spielt - Open-Airs im Sommer und Winter. Des Weiteren werden die slowenischsprachigen Sendungen Dober dan, Koroška und Dober dan, Štajerska (Guten Tag, Kärnten bzw. Steiermark) produziert. Diese 30-minütigen Magazine werden sonntags auf ORF 2 im Regionalprogramm für Kärnten beziehungsweise für die Steiermark um 13:30 Uhr gesendet und im ORF 2-Nachtprogramm, auf ORF III sowie auf TV Slovenija 1 und TV Maribor wiederholt.

#### Landesintendanten und -direktoren
- 1954–1978: Peter Goritschnig (bis 1967 zusammen mit Steiermark)
- 1978–1983: Ernst Willner (im Amt verstorben)
- 1983–1994: Heinz Felsbach
- 1994–1998: Helmut Schwandter
- 1998–2002: Gerhard Draxler
- 2002–2006: Willy Mitsche
- 2007–2011: Willy Haslitzer
- seit 2012: Karin Bernhard

### Niederösterreich

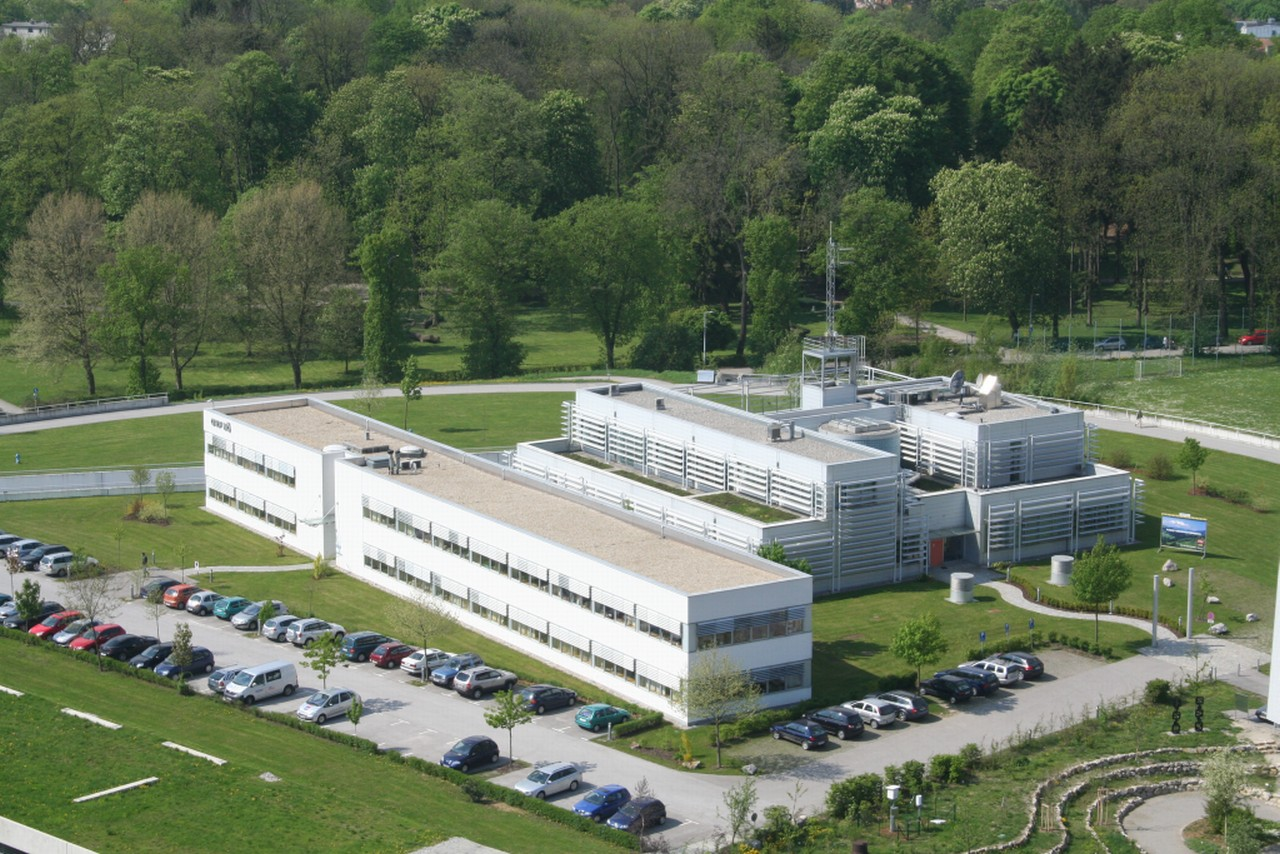
Landesstudio Niederösterreich (St. Pölten)

Das Landesstudio für Niederösterreich befindet sich am Radioplatz 1 in St. Pölten. Siehe auch Radio Niederösterreich.

#### Landesintendanten und -direktoren
- 1967 (Eröffnung) bis spätestens 1972: Hubert Hasslinger
- 1. Jänner 1973–1976: Kurt Bergmann
- 1976–1978: Ernst Wolfram Marboe
- 1978–1998: Paul Twaroch
- 1998–2002: Monika Lindner
- 2002–2021: Norbert Gollinger[5]
- 2022–2023: Robert Ziegler[5][6]
- 2023: Ingrid Thurnher (interimistisch)[7]
- seit 2023: Alexander Hofer[8]

#### Chefredakteure
- 1967–1987: Ernst Exner[9]
- 2002–2009: Richard Grasl
- 2010–2015: Christiane Teschl
- 2015–2021: Robert Ziegler
- 2022–2024: Benedikt Fuchs[10]
- seit Juli 2025: Claudia Schubert (ab November 2024 interimistische Leitung)[11]

### Oberösterreich

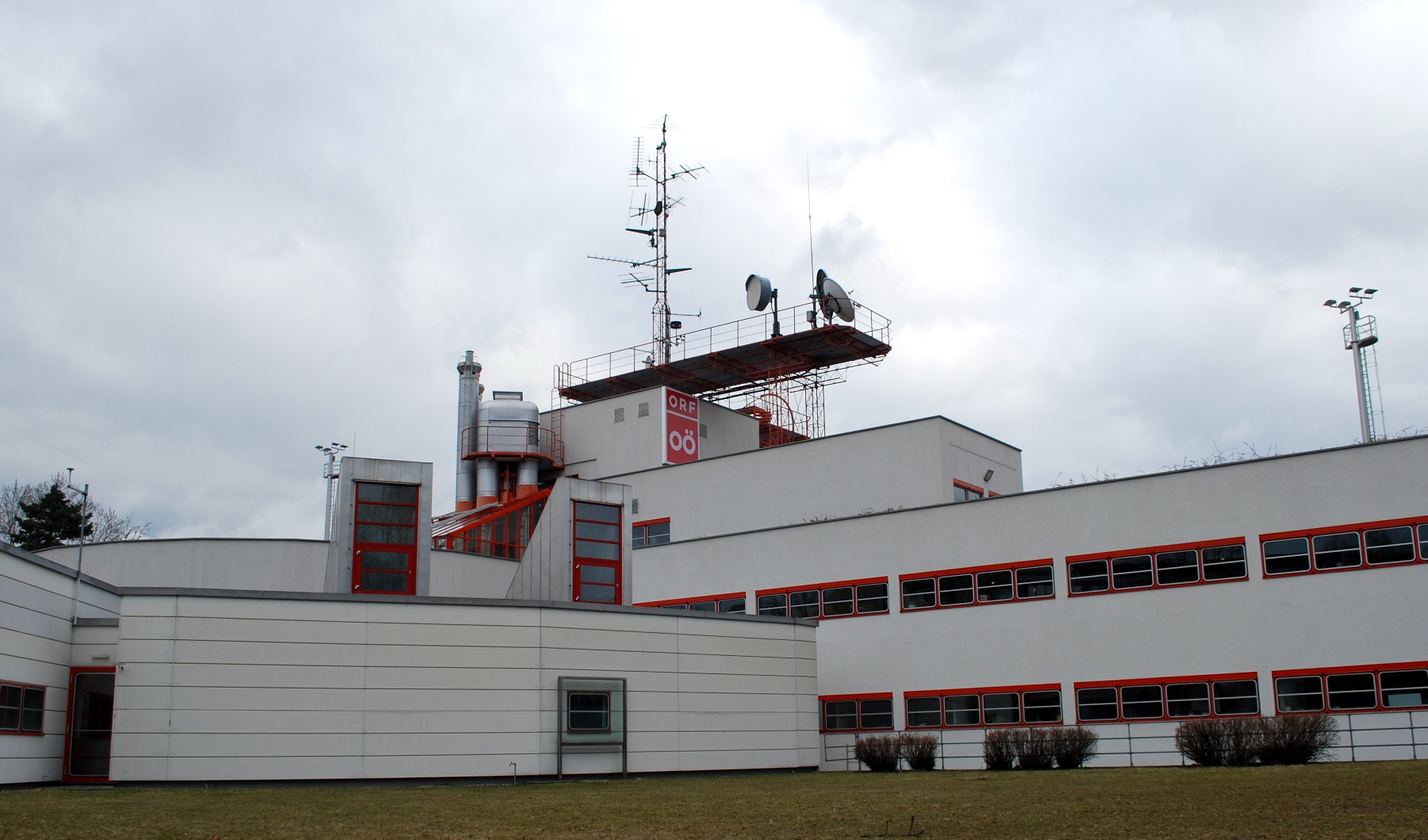
Landesstudio Oberösterreich (Linz)

Das Landesstudio für Oberösterreich befindet sich am Linzer Europaplatz 3. Siehe auch Radio Oberösterreich.

#### Landesintendanten und -direktoren
- 1954–1973: Alfred Schwetz
- Jänner–Oktober 1974: Hermann Hirner
- 1974–1998: Hannes Leopoldseder
- 1998–2002: Kurt Rammerstorfer
- 2002–2012: Helmut Obermayr
- 2012–2021: Kurt Rammerstorfer
- seit 2022: Klaus Obereder[12]

#### Chefredakteure
- 1998–2021: Johannes Jetschgo[13]
- Mai 2021–Dezember 2021: Klaus Obereder[13]
- seit 2022: Stefan Hartl[14]

### Salzburg

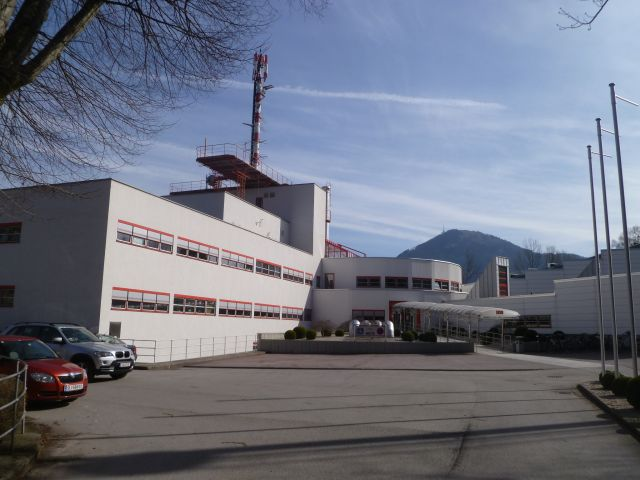
Landesstudio Salzburg (Salzburg-Nonntal)

Das Landesstudio für das Land Salzburg befindet sich in der Nonntaler Hauptstraße 49d in Salzburg (Stadt). Siehe auch Radio Salzburg.

#### Landesintendanten und -direktoren
- 1954–1975: Paul Becker
- 1975–1984: Rudolf Bayr
- 1984–2002: Friedrich Urban
- 2002–2007: Hubert Nowak
- 2007–2012: Siegbert Stronegger
- 2012–2016: Roland Brunhofer
- 2017–2021: Christoph Takacs[15]
- seit 2022: Waltraud Langer[16]

### Steiermark

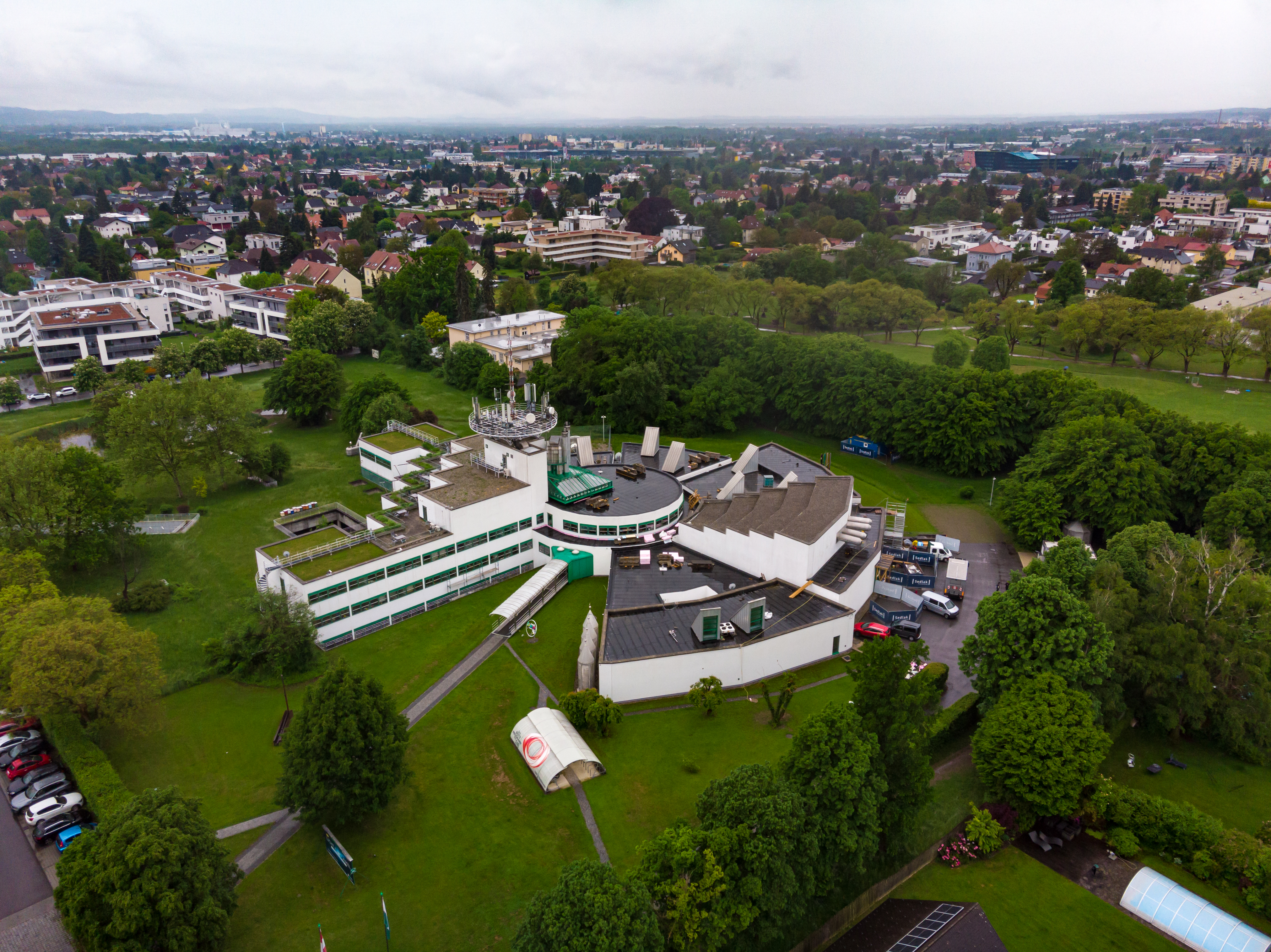
Landesstudio Steiermark (Graz)

Das Landesstudio Steiermark befindet sich in der Marburger Straße 20 in Graz. In den Jahren 1978 bis 1981 entstand in Graz-St. Peter gleich neben dem alten Rundfunkgebäude das neue Landesstudio nach den bereits bewährten Plänen von Architekt Peichl.
Äußerlich gleicht dieses Studio völlig den Bauten der restlichen Bundesländer. Nur die Inneneinrichtung wurde dem aktuellen Stand der Technik angepasst. Die offizielle Eröffnung des Landesstudios fand am 12. September 1981 statt.
Das alte Funkhaus, das Ferry-Schloss in der Zusertalgasse, wurde an die Handelskammer verkauft.
Im Landesstudio Steiermark wird die tägliche Informationssendung Steiermark heute produziert, Sendungen zu den Reihen Erlebnis Österreich und Österreichbild, Klingendes Österreich sowie bis zur Einstellung das Alpen-Donau-Adria-Magazin. Darüber hinaus beliefert das Landesstudio Steiermark auch Zeit im Bild und die ORF-Sportsendungen mit Informationen und Beiträgen.
Das Landesstudio Steiermark ist außerdem die Heimstätte von Radio Steiermark und auch der Sitz der Redaktion des Internetportals steiermark.orf.at. Über dieses können die User live übers Internet Radio Steiermark hören und die Nachrichtensendung Steiermark heute eine Woche lang nach der Sendung in der ORF TVthek abrufen.
Das Publikumsstudio, das für öffentliche Hörfunk- und Fernsehproduktionen geeignet ist, dient auch als Stätte der Begegnung und macht das Landesstudio zu einem offenen Haus. In der Funkhausgalerie finden in regelmäßigen Abständen Vernissagen statt. ORF Steiermark veranstaltet zudem Lesungen am Funkhausteich neben dem Landesstudio sowie auch die Eggenberger Schlosskonzerte und das musikprotokoll im steirischen herbst.

#### Landesintendanten und -direktoren
- 1954–1967: Peter Goritschnig
- 1967–1988: Emil Breisach
- 1988–1990: Wolfgang Lorenz
- 1990–1994: Günther Ziesel
- 1994–1998: Kurt Bergmann
- 1998–2007: Edgar Sterbenz
- 2007–2019: Gerhard Draxler[17]
- seit 2019: Gerhard Koch

### Tirol

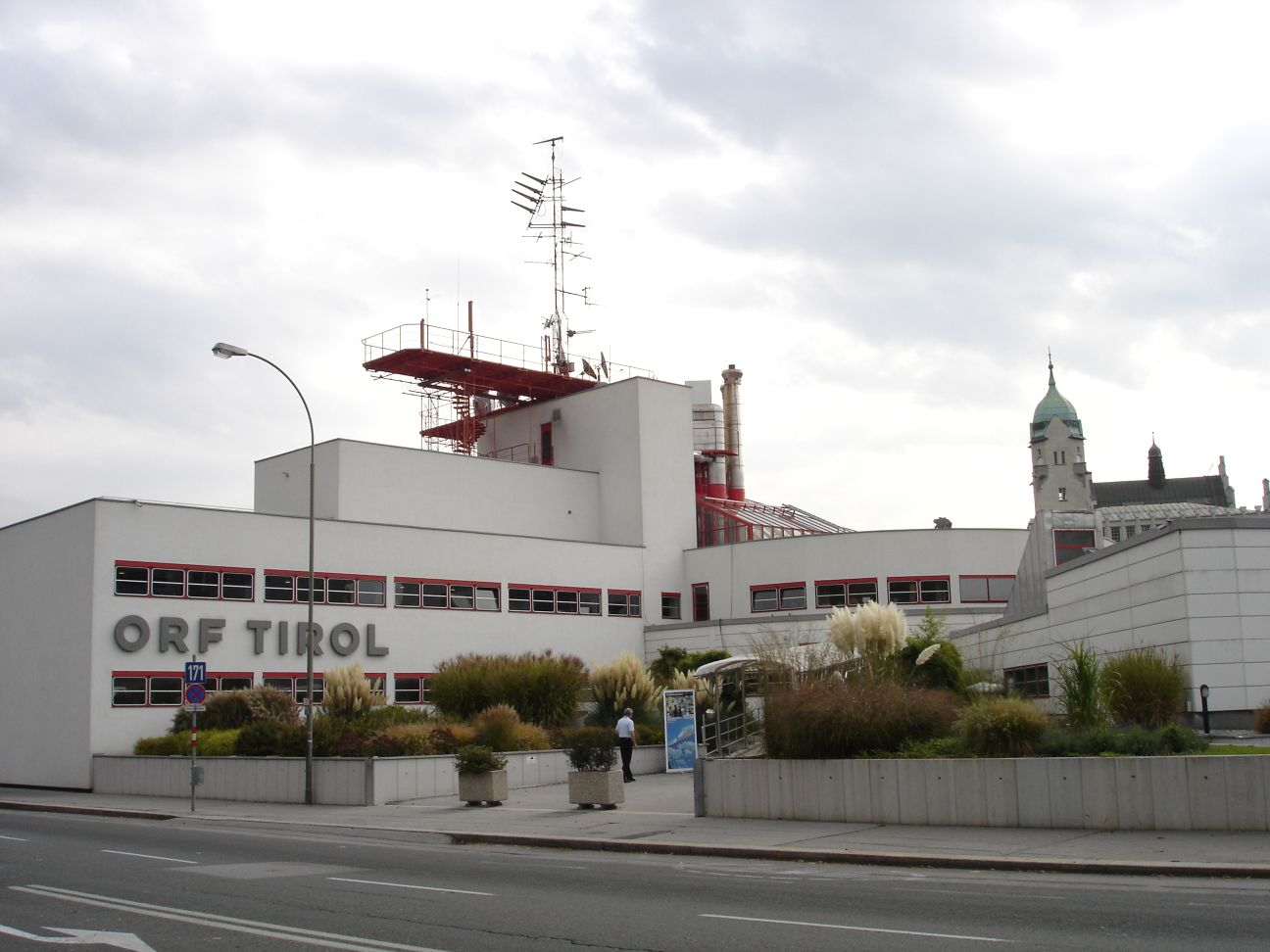
Landesstudio Tirol (Innsbruck)

Das Landesstudio Tirol befindet sich im Innsbrucker Stadtteil Saggen am Rennweg 14.
Das Gebäude wurde nach dem Grundmuster aller ORF-Landesstudios von Gustav Peichl entworfen und am 13. Oktober 1972 eröffnet.
Außer dem lokalen Radioprogramm werden in Innsbruck täglich die Fernsehsendungen Tirol heute und werktags Südtirol heute produziert, wobei die Beiträge für Südtirol heute in Bozen produziert werden, die Sendung aber aus Innsbruck ausgestrahlt wird.
Das Landesstudio Tirol produziert auch die einzige Live-Volksmusikwunschsendung im deutschsprachigen Raum: Mei liabste Weis mit Franz Posch, die dreimal im Jahr von verschiedenen Schauplätzen in ganz Österreich gesendet wird.

#### Kulturhaus Tirol
Das Landesstudio Tirol betreibt auch das Kulturhaus, in dem regelmäßig Kunst- und Kulturveranstaltungen stattfinden und in dem sowohl bereits bekannten und als auch unbekannten Künstlern eine Plattform geben wird.

#### Landesintendanten und -direktoren
- 1954–1967: Josef Scheidle
- 1967–1986: Hans Hauser
- 1986–1990: Rudolf Nagiller
- 1990–1994: Ernst Grissemann
- 1994–1998: Helmut Kaiser
- 1998–2000: Roland Adrowitzer
- 2000–2007: Robert Barth
- 2007–2012: Kurt Rammerstorfer
- 2012–2018: Helmut Krieghofer
- 2019–2021: Robert Unterweger[18]
- seit 2022: Esther Mitterstieler[19]

#### Chefredakteure
- bis 1999 Roland Adrowitzer
- 1999–2007 Markus Sommersacher
- 2007–2016 Christoph Sailer
- 2017–2019 Brigitte Gogl
- 2019–2022: David Runer[20]
- seit Juni 2022: Georg Laich[20][21]

### Vorarlberg

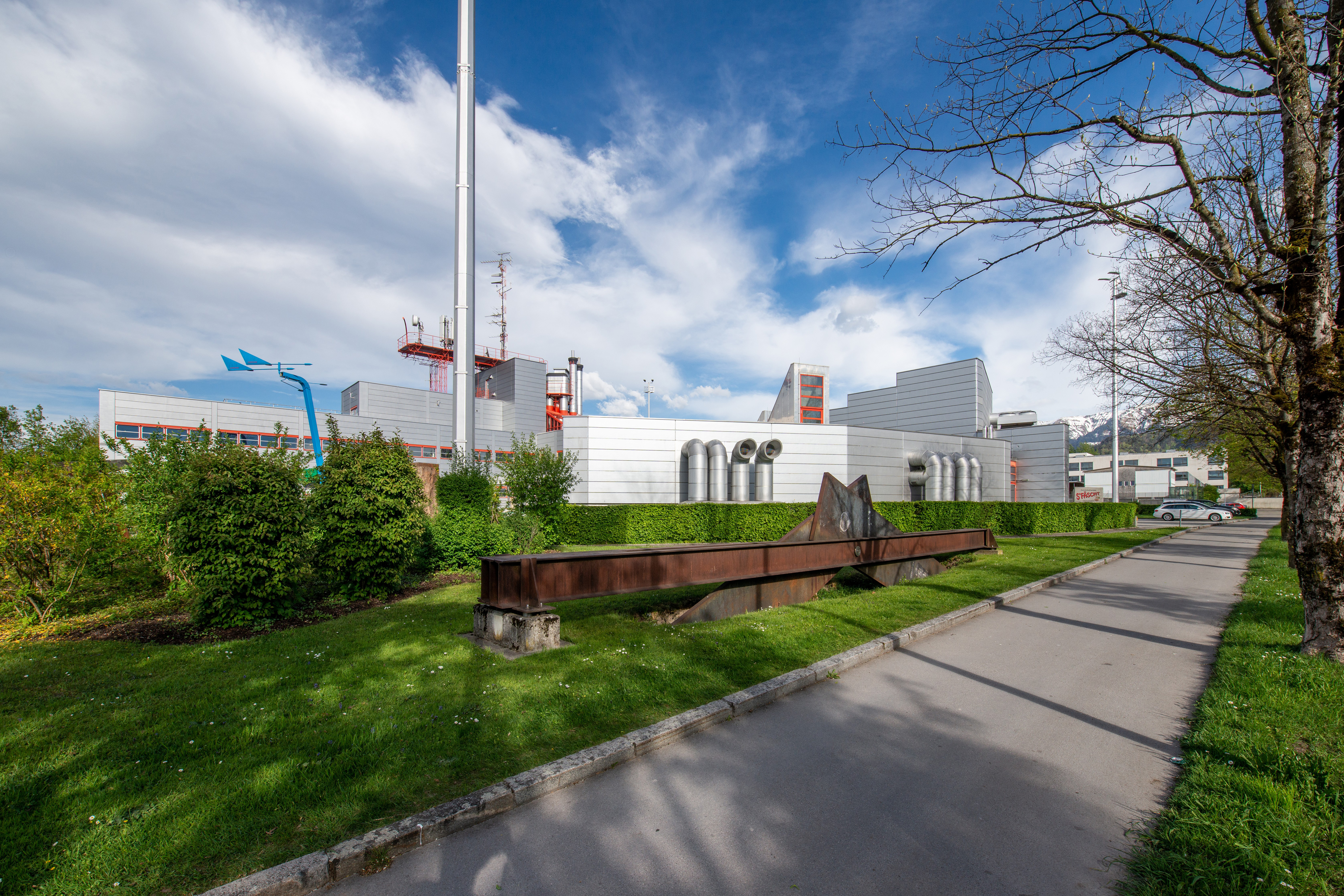
Landesstudio Vorarlberg (Dornbirn)

Das Landesstudio Vorarlberg hat seinen Sitz am Rundfunkplatz 1 in Dornbirn-Schoren und ist somit das einzige Landesstudio, das seinen Sitz nicht in der jeweiligen Landeshauptstadt hat.
Landesdirektor des ORF Vorarlberg ist Markus Klement. Der regionale Radiosender Radio Vorarlberg sendet sein Programm rund um die Uhr. Auf ORF 2 wird bundeslandweit täglich um 19:00 Uhr die Nachrichtensendung Vorarlberg heute ausgestrahlt. Das Landesstudio in Vorarlberg ist das einzige, das noch seine ursprüngliche Fassade hat. Alle anderen baugleichen Studios wurden mittlerweile weiß gestrichen.
Ehemalige Mitarbeiter des Landesstudios sind Elmar Oberhauser, Roman Rafreider, Hanno Settele, Bettina Prendergast, Lisbeth Bischoff und Peter Moosmann. Zentraler Chefredakteur war ab 2012 Gerd Endrich. Seine Nachfolgerin ist seit September 2022 Angelika Simma-Wallinger.

#### Landesintendanten und -direktoren
- ?–1960: Ernst Bohac
- 1960–1982: Walther Tölzer
- 1982–1997: Leonhard Paulmichl
- 1997–2012: Wolfgang Burtscher
- seit 2012: Markus Klement

#### Chefredakteure
- 2005–2012: Marion Flatz-Mäser
- 2012–2022: Gerd Endrich
- seit September 2022: Angelika Simma-Wallinger[22]

### Wien

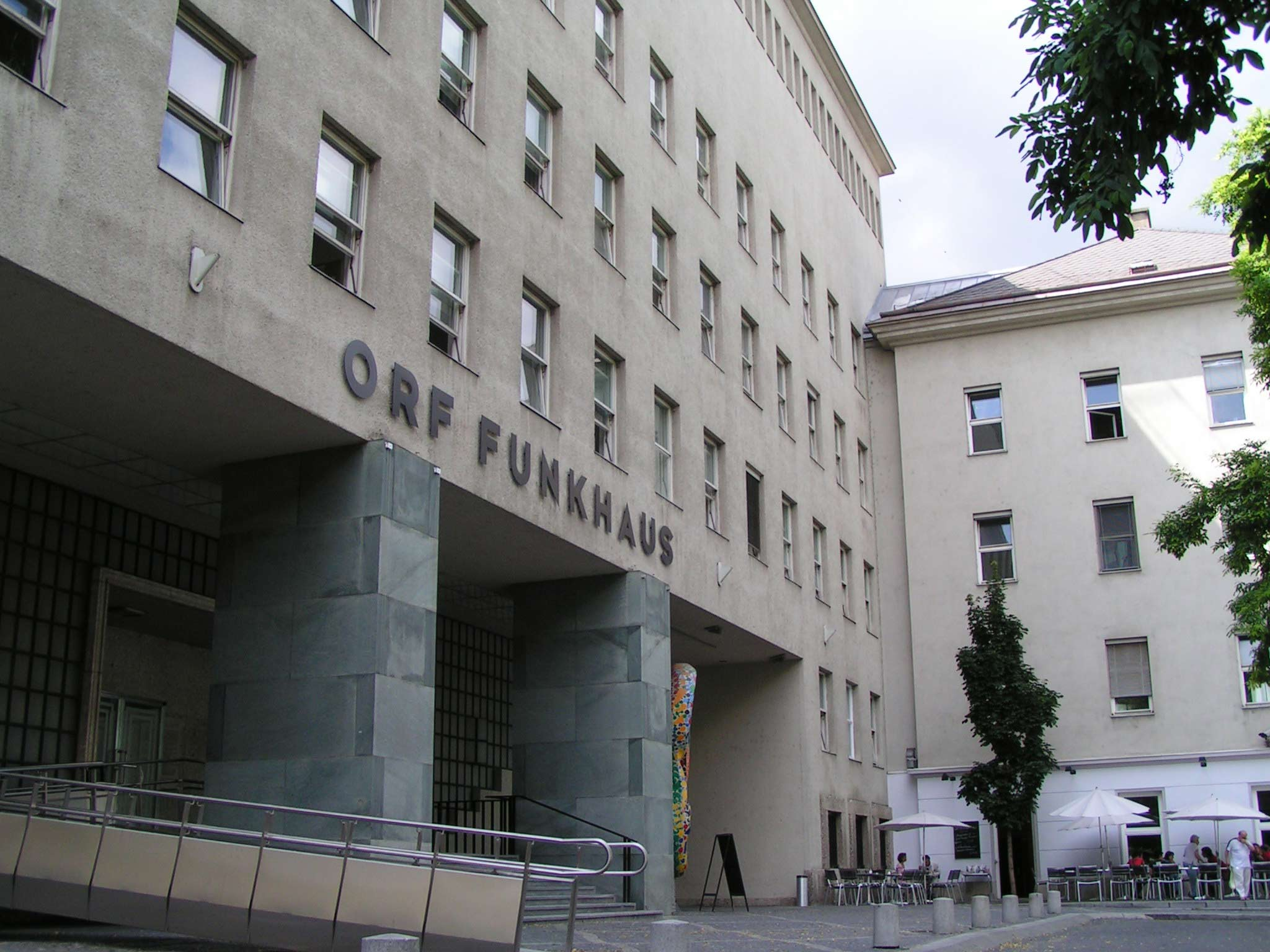
Landesstudio Wien

Das Landesstudio für Wien befindet sich seit 24. November 2023 in der Heiligenstädter Lände 27 im 19. Gemeindebezirk Döbling. Hier werden unter anderem Radio Wien und Wien heute produziert.

#### Landesintendanten und -direktoren
- 1954–spätestens 1971: Ernst Glaser
- 1974–1982: Gundomar Eibegger
- 1982–1992: Othmar Urban
- 1992–1994: Gerhard Weis
- 1994–2002: Reinhard Scolik
- 2002–2022: Brigitte Wolf
- seit 2022: Edgar Weinzettl[24]

#### Chefredakteure
- 1999–2020: Paul Tesarek[25]
- seit 26. April 2021: Oliver Ortner[25]